# Plaza de Churubusco
La Plaza de Churubusco ocurrió en el hoy Museo Nacional de las Intervenciones (antes el Convento de Churubusco), ubicado en el Barrio de San Diego, en la Delegación Coyoacán de la Ciudad de México. El emplazamiento del ex-convento fue parte de la Batalla de Churubusco que tuvo lugar durante la Intervención Estadounidense en México. Los generales Manuel Rincón y Pedro María Anaya, con un puñado de soldados y voluntarios, defendieron el ex-convento de Churubusco; que fue utilizado como fortificación la mañana del 20 de agosto de 1847. Aproximadamente 6,000 efectivos de las fuerzas invasoras estadounidenses atacaron el lugar.